# Henry Hepburne-Scott (10e Lord Polwarth)
Henry Alexander Hepburne-Scott, 10e Lord Polwarth (17 novembre 1916 - 4 janvier 2005) est un expert-comptable, homme d'affaires et homme politique conservateur écossais.

## Biographie
Polwarth est le fils aîné de Walter Thomas Hepburne-Scott, maître de Polwarth, fils de Walter Hepburn-Scott, 9e Lord Polwarth. Sa grand-mère paternelle Edith Frances est la fille de Fowell Buxton (3e baronnet), et l'arrière-petite-fille du réformateur social Thomas Fowell Buxton. Il fait ses études au Collège d'Eton et au King's College, Cambridge, et sert pendant la Seconde Guerre mondiale en tant que capitaine dans le Lothians and Border Horse et comme aide de camp du major-général Percy Hobart et du major-général Brian Horrocks. En 1944, il succède à son grand-père dans la seigneurie, son père étant décédé en 1942 d'une maladie contractée pendant la Seconde Guerre mondiale. En 1945, il est élu pair représentant écossais.
Polwarth est associé du cabinet d'experts-comptables Cheine & Tait de 1950 à 1968, directeur d'Imperial Chemical Industries de 1969 à 1972 et président du Scottish Council for Development and Industry de 1956 à 1966 et son président de 1966 à 1972. En 1968, il est nommé président du groupe général d'assurance contre les accidents, poste qu'il occupe jusqu'en 1972. Il est également administrateur de la Bank of Scotland entre 1950 et 1971 et 1974 et 1981 et en est le gouverneur entre 1968 et 1972. En 1972, il est nommé ministre d'État pour l'Écosse dans le Gouvernement Heath, poste qu'il occupe jusqu'à ce que les conservateurs perdent le pouvoir en 1974. Polwarth retourne ensuite aux affaires et est de nouveau directeur d'Imperial Chemical Industries de 1974 à 1981 et également de Sun Life de 1975 à 1984, du Canadien Pacifique de 1975 à 1986 et de Halliburton de 1974 à 1987. De 1984 à 1985, il est membre du House of Lords Select Committee on Overseas Trade mais perd son siège à la Chambre des lords après l'adoption du House of Lords Act 1999. Outre sa carrière dans l'industrie et la politique, il est chancelier de l'Université d'Aberdeen de 1966 à 1986.
Lord Polwarth reçoit un doctorat honorifique de l'Université Heriot-Watt en 1968.
Lord Polwarth épouse Caroline Margaret, fille du capitaine Robert Athole Hay, en 1943. Ils ont un fils et trois filles mais divorcent en 1969 (elle est décédée en 1982). Il se remarie à Jean, fille de l'amiral Angus Edward Malise Bontine Cunninghame Graham de Gartmore et d'Ardoch, et ancienne épouse de Charles Jauncey, en 1969. Polwarth est décédé en janvier 2005, à l'âge de 88 ans, et son fils unique Andrew lui succède.